# It Bites
It Bites è un gruppo musicale progressive rock, pop rock e fusion nato nel 1982 a Egremont (Cumbria) in Inghilterra.

## Formazione

### Formazione attuale
- John Mitchell - voce, chitarra
- John Beck - tastiera, voce
- Bob Dalton - batteria, voce
- Nathan King - basso, voce

### Ex componenti
- Lee Pomeroy - basso, voce
- Francis Dunnery - voce, chitarra
- Lee Knott - voce
- Dick Nolan - basso, voce
- Howard "H" Smith - sassofono

## Discografia

### Album in studio
- 1986 – The Big Lad in the Windmill (Virgin/Geffen)
- 1988 – Once Around the World (Virgin/Geffen)
- 1989 – Eat Me in St Louis (Virgin/Geffen)
- 1990 – The It Bites Album (Virgin Japan)
- 2008 – The Tall Ships (InsideOut)
- 2012 – Map of The Past (InsideOut)

### Album live
- 1991 – Thank You And Goodnight - Live (Virgin)
- 2003 – Live in Montreux
- 2007 – When The Lights Go Down

### Raccolte
- 2003 – Best Of - Calling All the Heroes (EMI)

### Video
- 2003 – Live in Tokyo